# 아리시마 다케오
아리시마 다케오(일본어: 有島 武郎, ありしま たけお, 1878년 3월 4일 ~ 1923년 6월 9일)는 일본의 소설가, 단편 작가, 수필가이다. 아들은 배우 모리 마사유키이며 장인은 가미오 미쓰오미 남작이다.
가쿠슈인 중등과를 졸업한 후 농학자가 되기 위해 홋카이도의 삿포로 농학교을 졸업했다. 1903년에 미국으로 건너가 해버퍼드 대학대학원에서 공부했다. 그 후, 하버드 대학에서 역사와 경제학을 공부한다. 하버드 대학생활은 1년 못미쳐서 학교를 그만둔다. 귀국 후 교사로 일하다가 시가 나오야, 무샤노코지 사네아쓰와 함께 문학 동인지 〈시라카바〉를 창간하며 문학 활동을 시작했다. 작가로서 활동하던 중 1923년에 연인 하타노 아키코와 동반 자살했다.
대표작으로 소설 《카인의 후예》(カインの末裔), 《어떤 여자》(或る女), 평론 산문인 《사랑은 아낌없이 빼앗는다》(惜しみなく愛は奪ふ)가 있다.